# 熱帯低気圧少女
『熱帯低気圧少女』（ねったいていきあつしょうじょ）は、2007年10月25日にNine's foxより発売されたPlayStation 2用ゲームソフト。CEROレーティングB区分（12歳以上対象）。2008年5月30日には、H℃よりアダルトゲーム版PCソフトも発売された。H℃ブランドの作品としては『夢見師』（プリンセスソフト原作）に続く第2作となる。

## 概要
エンターブレイン刊行のコンピュータゲーム雑誌「ファミ通」の2007年6月29日号（6月15日発売）にて初公開された。他のゲーム会社により制作されたアダルトゲームを原作としないNine's foxのオリジナル作品としては第3作目に当たる。学園を舞台にギャグ満載のドタバタ痛快劇を描いた恋愛アドベンチャーゲームで主要なヒロインの数は5人。キャラクターデザインを村上水軍、イベントシーンにおけるSDキャラクターを甲斐剛範が担当。初回限定版にはドラマCD『あっち向いて台風』も付属。アダルト版にはドラマCD『爆弾低気圧先生』が付属された。
2007年12月末開催の「コミックマーケット73」にて下敷き、テレカ、ゲームの主題歌CDや、一般PC版ゲームソフトが販売。

## あらすじ
大波高志は将来気象予報士になることを志望する、気象観測が好きな少年。仲の良い友人達と共に楽しい学園生活を送っていた彼のクラスに、季節外れの転校生「嵐山ともえ」が転入してきた。
しかし、それ以来何故か周辺で様々なトラブルや異常気象に見舞われるようになった。最初は単なる偶然かと思われたが、しだいに高志は事件とともえとの関連性を疑い始める。実は、ともえは気分次第で天変地異すらも呼び寄せる体質だったのだ。
やがて、観測史上最大の熱帯低気圧が南洋にて発生。ともえ、すなわち高志達の暮らす町へと一直線に向かってくる。日本政府は嵐山ともえを危険人物に指定し排除の方向を見せ始めた。高志達はこの危機をいかにして乗り越えるのか。

## 登場人物
キャラクター全員の名前には、天気に関係ある文字が含まれている（大波高志は、「波の高さ」を表す）。声の表記は、PS2・一般PC版 / 18禁PC版の順。
大波 高志（おおなみ たかし）
声：なし
この物語の主人公。17歳の少年。気象マニアでテレビの天気予報番組をいつも欠かさず見ており、パソコンに気象情報を入れることを日課としている。また、台風が来ると逆に大喜びする場面もある。体力には自信があり、4tトラックに足の甲をふまれてもちょっと痛いと思うぐらいのほどの体の頑丈さを持つ。学園では地学部とバドミントン部を掛け持ちしている。
昴に対しては冷たくあしらう事が多いが、基本的には優しく親切な好青年。両親が音楽家であり、昔は音楽関係で英才教育を受けていたが、一度の失敗でその道を諦めている。現在は両親が長期演奏旅行のために海外出張中であり一人暮らし。去年まで飲食店の厨房でバイトをしていた経験から料理もそつなくこなせる。
嵐山 ともえ（あらしやま ともえ）
声：あおきさやか / 佐々留美子
身長160cm/体重45kg/9月13日生/16歳/O型/B83W56H85
高志のクラスに転入してきた赤髪の少女。夏休み前という季節はずれの転校生であるが、クラスにはすぐに馴染んでいく。成績は良くないが、祖父に厳しく鍛えられていたせいか運動神経がよく、水泳や徒競走に無類の強さを誇っている。天音の誘いからバドミントン部に入部する。
明るく元気でとても積極的。親しみやすくお人よしの性格であり、転校してきたばかりのクラスでもすぐに馴染めた。だが、素直過ぎる性格のため他人から騙されやすい。また、性格から誤解されやすいが、その実純粋で責任感が強く傷つきやすい。喜んだときや困ったときなど何かに付けてくるくると回転する癖がある。極度の方向音痴であり、その影響からか自分の前にいた住所もわからないどころか日本地図すらまともに描くこともできない。父親の都合により20回以上転勤している。父親が家事ができないことから、彼女が家事を行っている。特撮ヒーローが大好きで、この地方で放送されている再放送を欠かさず見ている。
彼女自身自覚をしていないが、自分の周囲にトラブルを起こしてしまう体質を持つ。彼女のテンション次第では大型台風すらも呼び起こしてしまう。その能力から政府からも目をつけられている。
晴瑠夜 天音（はれるや あまね）
声：星野千寿子 / 岬友美
身長165cm/体重47kg/5月7日生/17歳/B型/B88W58H85
資産家の家に育ったお嬢様。容姿端麗・成績優秀にしてスポーツも万能。高志のクラスでクラス委員を務めており、教師たちからも信頼が厚い。バドミントン部に所属しており、主将として活躍している。雲唯に対してライバル心を持っているが、ともえが転校して来てからは、スポーツ関係でライバル視をしている。
プライドが高く負けず嫌いで自分がナンバーワンでなければ気が済まない反面、自分に対して努力を欠かさない。自分にだけでなく他人にも厳しいが、仲間思いで面倒見がいい。恵まれた環境で育ったためか、粘り強くない欠点がある。ともえによくスポーツで対決を申し込むためか、ともえが惹き起こしたトラブルが直撃することが多い。幽霊など非科学的な物が苦手であり、肝試しとかを特に苦手としている。資産家のためか、政府にも口が聞けるほどの発言力を持っている。
神風 雲唯（かみかぜ うい）
声：北原美和 / 綾音美言
身長155cm/体重42kg/12月17日生/16歳/A型/B80W55H83
高志のクラスメート。ともえの昔の友人で幼馴染。ともえとの再会後は行動を共にすることが多くなる。幼い頃に両親を海難事故で亡くしており、孤児院に引き取られた後に現在の義理の父母に引き取られた経歴がある。
おっとりとして優しく誰からも人気がある人物。天音からはライバル視されているが、彼女自身は競争したりする事を苦手としている。成績は割とよく図書委員も務めているが、運動は大の苦手で何もないところでも転んでしまう。家庭的な女の子に見えるが家事は苦手。だが、クッキーだけは上手に作れるため、休み時間中にお腹がすいたときのために毎日用意している。歌を歌うのが上手く、その歌声はみんなが聞きほれるほどである。また、運動音痴であるが、ボウリングだけは何故かパーフェクトを取れてしまう。
幼い頃からともえとは逆に幸運を呼ぶ体質の持ち主であり、彼女も自分の能力に気づいている。だが、自分の幸運のせいで周りの人間を不幸にしてしまっているのではないかいう考えから、自分の能力に頼らず、周りにもその能力を隠している。
霧谷 まひる（きりや まひる）
声：前田ゆきえ / 乃嶋架菜
身長150cm/体重38kg/4月25日生/19歳/AB型/B78W54H80
高志の従姉。音楽大学でフルートを専攻する大学生。高志から「まー姉」と呼ばれている。高志とは幼少時から10年来の付き合いになる。高志の家にやってきては勝手に家事をして帰って行くことが多い。身長や性格から子ども扱いされてしまい、そのことを気にしている。
スキンシップが好きで世話焼きであり、高志が弁当を忘れただけで学園まで乗り込んでくるほど。高志に昔から好意があり、高志が他の女の子の話をするとやきもちを焼くこともある。高志の部屋に寝泊りをするため、高志の部屋のタンスの一段を勝手に自分の下着をしまっている。家事を完璧にこなすが、趣味程度に止めている。芸術的センスのためか、勘が鋭く霊感もあり時々奇想天外な言動に走る。そのため、幽霊などには強いが、ゴキブリだけは彼女にとって天敵になる。
春日 陽子（かすが ようこ）
声：友永朱音 / 未名都みらい
身長170cm/体重50kg/1月13日生/24歳/A型/B91W60H89
夕日テレビに所属している気象予報士のキャスター。中高年の男性からの人気も高く、彼女の写真集を二度も発売されている。高志もファンの一人であり、彼女が出ている天気予報番組を欠かさず見ている他、彼女の写真集を保存用や布教用などを含めて三冊持っている。最近、ともえの体質が原因で天気予報が外れてしまうことに自信を少し無くしており、やや疲労気味。実は高志の通っている学園のOGであり、担任の深雪ぼたんともクラスメートであり知人。また、高志にとって地学部の先輩であり、高志を凌ぐほどの天体・気象マニアでもある。
PS2版では攻略可能ヒロインではなかったが、PC版から攻略可となった。
深雪 ぼたん（みゆき ぼたん）
声：藤原美央子 / 鈴美巴
高志たちの担任の教師。担当科目は化学であり白衣を着用している。占いが趣味であり、朝のホームルームでは『今日の運命告知』と題して占うが、意外に当たっている。かなり適当な性格。怪しい薬品を扱う他、ドーピングなどを用いることもある。他のクラスの担任とのクラス対抗戦で賭け事をしている場合には全く手段を選ばず、卑怯な手を使うことも多々ある。
雨田 昴（あめだ すばる）
声：斉藤次郎 / 野坂正彦
高志のクラスメートであり友人。ガタイがいい大男。柔道部に所属しており、その筋肉で海の中にいる鮫すらも撃退するほどの強さを持つ。だが、余計な一言を言って天音やまひるに殴り倒されることも多い。体力がある反面、頭の方が悪く、テストの成績が悪い他、悪徳通販に騙されたりすることもある。高志やともえの運動神経に目をつけており、事あるごとに柔道部に勧誘しているが断られている。3歳下に妹がおり溺愛している。

## 制作スタッフ
- キャラクターデザイン：村上水軍
- SDイラスト：甲斐剛範
- シナリオ：田中一郎、木村ころや
- 主題歌：「あした天気になあれ」Duca
- ディレクター：白木秀斉
- 制作：Nine's fox

## 関連商品
- スムース抱き枕カバー「熱帯低気圧少女」晴瑠夜天音（2008年4月25日発売）
- 熱帯低気圧少女 〜Character Works 村上水軍〜 ビジュアル・ガイドブック（2008年7月31日発売）